# Quinto Cornélio Pudêncio
Quinto Cornélio Pudêncio (em latim: Quintus Cornelius Pudens) foi um senador romano e um dos primeiros cristãos.

## História
Cornélio era marido de Priscila e ambos estavam entre os primeiros romanos convertidos por São Pedro. Eles também hospedaram o apóstolo em sua casa por volta de 42 d.C. Quinto foi pai de São Pudêncio e avô de São Novato, São Timóteo, Santa Praxedes e Santa Pudenciana.